# Juegos Suramericanos de 2006
Los VIII Juegos Suramericanos (en portugués: Jogos Sul-Americanos) fueron una competencia polideportiva llevada a cabo desde el 9 de noviembre al 19 de noviembre de 2006 en Buenos Aires, Argentina, con algunos eventos en la ciudad de Mar del Plata, siendo así la segunda vez que unos Juegos Suramericanos se realizan en Argentina. Fue la primera edición de los juegos que participaron en la totalidad los 15 países miembros de la Organización Deportiva Suramericana.
Originalmente, los juegos estaban previstos para realizarse en La Paz, Bolivia, pero debido a la inestabilidad política en el país debieron cancelarse los juegos en esa ciudad. Allí, en el nuevo proceso de elección, Buenos Aires se impuso sobre Lima y Cuenca en solo una ronda de votación.
Durante los juegos, se disputaron 27 deportes entre los quince países que conforman la ODESUR durante 10 días.
En Buenos Aires, capital de Argentina, se utilizaron 24 instalaciones deportivas, todas cedidas por clubes privados o por los gobiernos de la ciudad y federal. En la subsede de Mar Del Plata, 12 locales de competición más y diversas áreas de entretenimiento completaron la infraestructura del evento. Además, los atletas se hospedaron en distintos hoteles de Buenos Aires y en el CeNARD, principal sede de los juegos.
Un total de 2938 atletas participaron en los juegos, lo que representaba un récord en esta competencia en cuanto a número de participantes en unos juegos hasta ser superado por la edición siguiente en Medellín.
La realización de los juegos supuso para el gobierno porteño una inversión de USD 2 millones, la mayor parte de la cual fue utilizada para el alojamiento, transporte y alimentación de los atletas.
El objetivo de estos juegos era promover el deporte en la ciudad de Buenos Aires y tratar de que Argentina pudiera mejorar su rendimiento en un evento olímpico. Fue la segunda vez que Buenos Aires albergaba un evento olímpico tras haber sido sede de los primeros Juegos Panamericanos en el año 1951. Gracias al éxito obtenido en estos juegos, la ciudad oficializó en 2011 su candidatura a los Juegos Olímpicos de la Juventud 2018.
El 9 de noviembre, el entonces vicepresidente de la Nación Argentina Daniel Scioli inauguró los juegos a las 19:30 horas (UTC-3) durante la ceremonia de apertura, aunque ese mismo día, antes de la apertura se habían entregado medallas en judo y se realizaron rondas preliminares en algunos deportes. Tras de 10 días de competencia, finalmente fue la delegación de Argentina quien se proclamó campeona de los Juegos Suramericanos de Buenos Aires 2006, siendo la séptima vez que esto sucede.

## Elección de la ciudad
Los juegos fueron organizados en Buenos Aires luego de su designación el 31 de agosto de 2005 por parte de la Organización Deportiva Suramericana (ODESUR), que dio los Juegos a esta ciudad con 10 votos sobre las otras ciudades candidatas: Cuenca, Ecuador (3 votos) y Lima, Perú (1 voto). Venezuela también tuvo interés en albergar los juegos.
De las 15 naciones que conforman la Organización, únicamente Bolivia no participó en la votación.
| Ciudad       | País      | Ronda 1 |
| Buenos Aires | Argentina | 10      |
| Cuenca       | Ecuador   | 3       |
| Lima         | Perú      | 1       |

### La Paz 2006
En abril de 2003 se había decidido que los Juegos iban a ser llevados a cabo originalmente en La Paz, Bolivia, entre el 18 de abril y el 29 de abril de 2006, pero esta decisión fue retractada el 13 de junio de 2005, por la inestabilidad existente en Bolivia durante 2005, a pesar de que el presidente boliviano Evo Morales expresó estabilidad política en el país. Bolivia no participó en el subsecuente proceso de elección después de que la Organización Deportiva Suramericana (ODESUR) denegó la petición de Bolivia de reconsiderar la decisión y de manera unánime confirmó el 16 de junio de 2005 que la decisión era definitiva. La organización explicó en un oficio oficial enviado al Comité Organizador de La Paz 2006:

Es... obligación inalienable de la ODESUR, y de su Comité Ejecutivo, salvaguardar los intereses de los atletas de los países miembros de la ODESUR garantizando la organización de los Juegos Suramericanos en adecuadas condiciones de seguridad, estructura organizacional e instalaciones deportivas... La grave situación enfrentada por la organización de los Juegos, incluyendo los serios problemas políticos, sociales e institucionales vividos hace varios meses por la República de Bolivia, llevaron al Comité Ejecutivo de la ODESUR a realizar una seria advertencia al Congreso Ordinario de la entidad en su última sesión realizada el 21 de marzo de 2005, en la ciudad de Río de Janeiro, acerca de la viabilidad y los riesgos que cercaban la organización de los VIII Juegos Suramericanos... En el uso de sus atribuciones, el Comité Ejecutivo de la ODESUR tomó por unanimidad, el día 13 de junio de 2005 la resolución que dejó sin efecto la adjudicación de la ciudad de La Paz, Bolivia, como sede de los VIII Juegos Deportivos Suramericanos. 
Río de Janeiro, 16 de junio de 2005
Carlos Arthur Nuzman, presidente de la Organización Deportiva Suramericana (ODESUR).

La ciudad de Santiago de Chile había sido designada como "sede sustituta" en caso de que La Paz no pudiera organizar los juegos durante la reunión del 8 de abril de 2003, en Buenos Aires, en la que se designó a la ciudad boliviana como sede de los Juegos, pero Chile renunció a la organización de los Juegos de 2006 por un gesto de hermandad y amistad hacia Bolivia.
De esta manera se abrió un nuevo proceso de selección donde las ciudades candidatas tuvieron que postularse antes del 19 de agosto de 2005 para ser seleccionada la nueva ciudad sede en un Congreso General Extraordinario organizado en Río de Janeiro para el 31 de agosto de 2005.

## La ciudad
La Ciudad de Buenos Aires o Ciudad Autónoma de Buenos Aires ―también llamada Capital Federal por ser sede del gobierno federal― es la capital de la República Argentina. Está situada en la región centro-este del país, sobre la orilla occidental del Río de la Plata, en plena llanura pampeana. Los resultados definitivos del censo 2001 estiman la población de la ciudad en 2.776.138 habitantes, y la de su aglomerado urbano, el Gran Buenos Aires, en 12.046.799 habitantes; siendo la mayor área urbana del país, la segunda de Sudamérica, Hispanoamérica y del hemisferio sur, y una de las 20 mayores ciudades del mundo. Es, junto a São Paulo y Ciudad de México, una de las tres ciudades latinoamericanas de categoría alfa, según el estudio GaWC. La ciudad de Buenos Aires se encuentra entre las ciudades con mayor calidad de vida de América Latina, y su renta per cápita se ubica entre las tres más altas de la región. Es la ciudad más visitada de América del Sur.
El tejido urbano se asemeja a un abanico que limita al sur, oeste y norte con la provincia de Buenos Aires y al este con el río. Oficialmente la ciudad se encuentra dividida en 48 barrios que derivan, los más antiguos, de las parroquias establecidas en el siglo XIX. La metrópolis es una ciudad autónoma que constituye uno de los 24 distritos en los que se divide el país. Tiene sus propios poderes ejecutivo, legislativo y judicial, además de su propia policía.
Buenos Aires fue fundada dos veces: la primera, en 1536. Don Pedro de Mendoza, colonizador español, estableció el primer asentamiento. Lo nombró: Ciudad del Espíritu Santo y Puerto Santa María del Buen Ayre. La segunda –y definitiva–, en 1580. Juan de Garay denominó el sitio Ciudad de Trinidad.

## Organización

### Comité Organizador
El Comité Olímpico Argentino y el Gobierno de la Ciudad de Buenos Aires firmaron un convenio en la sede del Gobierno de la capital argentina, en donde se acordaron los temas de organización del evento. Claudio Morresi, secretario argentino de deportes y Jorge Telerman, jefe de Gobierno de la Ciudad de Buenos Aires hicieron que se llevara a cabo el convenio.
Claudio Morresi declaró:

Con este convenio queda cristalizado el trabajo en conjunto de nuestra secretaría, el Comité Olímpico y el gobierno. Es el inicio de las obras que se van a llevar adelante para que en noviembre del año próximo los Juegos Sudamericanos sean un éxito.
 2 de noviembre de 2005 

Un año después, Morresi se refirió al ámbito deportivo de Argentina en estos juegos:

Salir primeros es imposible porque Brasil es muy fuerte. De hecho, lo demuestra constantemente en las competencias sudamericanas e internacionales. El objetivo es salir segundos. Intentaremos revertir la caída deportiva del país en los últimos tiempos.

En los (Juegos) Panamericanos de 1995 fuimos cuartos, en los de 1999 quintos y en los de 2003 séptimos. Nuestra intención, desde que comenzamos la gestión, es cambiar esto. Pero como todo proceso, lleva tiempo y creo que estamos haciendo las cosas bien.

Asimismo, se designó un Jefe de Misión por cada delegación participante en los juegos, que fueron encargados de reconocer los recintos deportivos y colaborar con el desarrollo de los juegos. Ellos fueron:
| - Antillas Neerlandesas - Víctor Elhage - Argentina - Luis Velazco - Aruba - Francisco Velásquez - Bolivia - Roberto Aracena Rasguito - Brasil - Bernard Rajzman | - Chile - Ricardo Vorpahl - Colombia - Myriam Leonor Suárez - Ecuador - Miguel Nacer Chavarria - Guyana - Noel Adonis - Panamá - Eduardo Lan | - Paraguay - Gerardo Paniagua - Perú - Jorge López Rivva - Surinam - Guno Van der Jagt - Uruguay - Julio Barañano - Venezuela - Teresa Revenga |

Para reconocer las sedes, se efectuó una recorrida organizada por el comité organizador de los juegos. El primer día de recorrida los dirigentes reconocieron el Estadio Parque Roca, donde quedaron gratamente impresionados.
Luego los Jefes de Misión conocieron, entre otras locaciones, el CeNARD (Centro Nacional de Alto Rendimiento Deportivo) y también visitaron varios hoteles en los que se alojarán los deportistas y los oficiales.
En la ciudad de Mar del Plata la recorrida se inició por la Laguna de los Padres, y luego los directivos conocieron el complejo panamericano, donde visitaron el natatorio, el velódromo y la pista de patín.

#### Costos
El Gobierno de la Ciudad de Buenos Aires y Gobierno de Argentina llegaron a un acuerdo para llevar a cabo un plan de ARS$ 15 000 000. Cada gobierno destinará la mitad de este presupuesto. Este se utilizará para fines de organizaciones de los juegos. La distribución del presupuesto es:
| - 40% para el alojamiento, transporte y alimentación de los atletas. - 20% para el equipamiento deportivo. | - 17% para los recursos humanos. - 8% para el remodelamiento y modernización de los escenarios de los juegos. |

También se realizó un control antidopaje, el cual costó entre unos ARS$ 200 mil y 240 mil.
Los funcionarios del Gobierno de la ciudad estimaron que recaudaran unos ARS$ 27 millones una vez concluidos los Juegos.

#### Control antidopaje
El Gobierno de la Ciudad de Buenos Aires presentó un boletín tratando el tema del control antidopaje. La Coordinación Área Médica y Doping tramitó la adquisición de insumos para control antidopaje para llevar a cabo los juegos. Además ésta ha remitido un requerimiento en el que se detallan los elementos solicitados.
Con esto se va a efectuar la imputación presupuestaria preventiva de los fondos necesarios para hacer frente a la erogación en cuestión con cargo al Ejercicio 2006.
De acuerdo con lo asesorado por la Coordinación Área Médica y Doping los insumos solicitados para llevar a cabo dichos controles son de procedencia importada y por consiguiente debe tenerse en cuenta el tiempo mínimo de traslado y los trámites de importación.
Tras evaluar los requisitos expuestos en el boletín oficial, el comité organizador de los juegos, recibió ofertas de las compañías Fitness Company S.A. e Igualar S.A., siendo esta última seleccionada para llevar a cabo el control antidopaje. Para adjudicar a Igualar S.A. la provisión de los insumos para control antidopaje, fue necesaria la suma de 25.750 ARS.

#### Seguridad privada
La seguridad privada también fue tratada por el Gobierno de la Ciudad de Buenos Aires, a través de un boletín que informó sobre el tema.
La Coordinación Técnica Administrativa y Legal llevó a cabo los asuntos relacionados con la seguridad. El organismo ha remitido un requerimiento en el que se detallan las especificaciones técnicas conforme a la prestación requerida y se procedió a efectuar la imputación presupuestaria preventiva de los fondos necesarios para hacer frente a la erogación en cuestión con cargo al Ejercicio 2006.
El Gobierno seleccionó a la compañía Eficast S.A. pagándole una suma 100.740 ARS para la seguridad de las instalaciones de las oficinas del personal afectado a la organización de los juegos.

#### Transmisión de los juegos
| Emisoras | Lugar           |
| -------- | --------------- |
| Canal 7  | Argentina       |
| TeleSUR  | América del Sur |

### Sedes
Un total de 17 escenarios fueron confirmados para los Juegos, los cuales 11 se ubican en la Ciudad de Buenos Aires y otros cuatro en la ciudad subesede, Mar del Plata. Los otros dos escenarios se ubican en las ciudades complementarias, Avellaneda y Capilla del Señor.
El Comité Organizador y el Gobierno de la Ciudad de Buenos Aires destinaron un 8% del presupuesto de los juegos para la remodelación de los escenarios de estos juegos.
El Centro Nacional de Alto Rendimiento Deportivo (CENARD) fue el lugar que mayor cantidad de eventos acogió. Este complejo fue remodelado para estos Juegos gracias al plan anunciado por el gobierno de la capital argentina,  además de que se le construyó una pista auxiliar de atletismo. Asimismo, la subsede Mar del Plata albergará los deportes de balonmano, ciclismo, patín, futsal y triatlón.

#### Buenos Aires

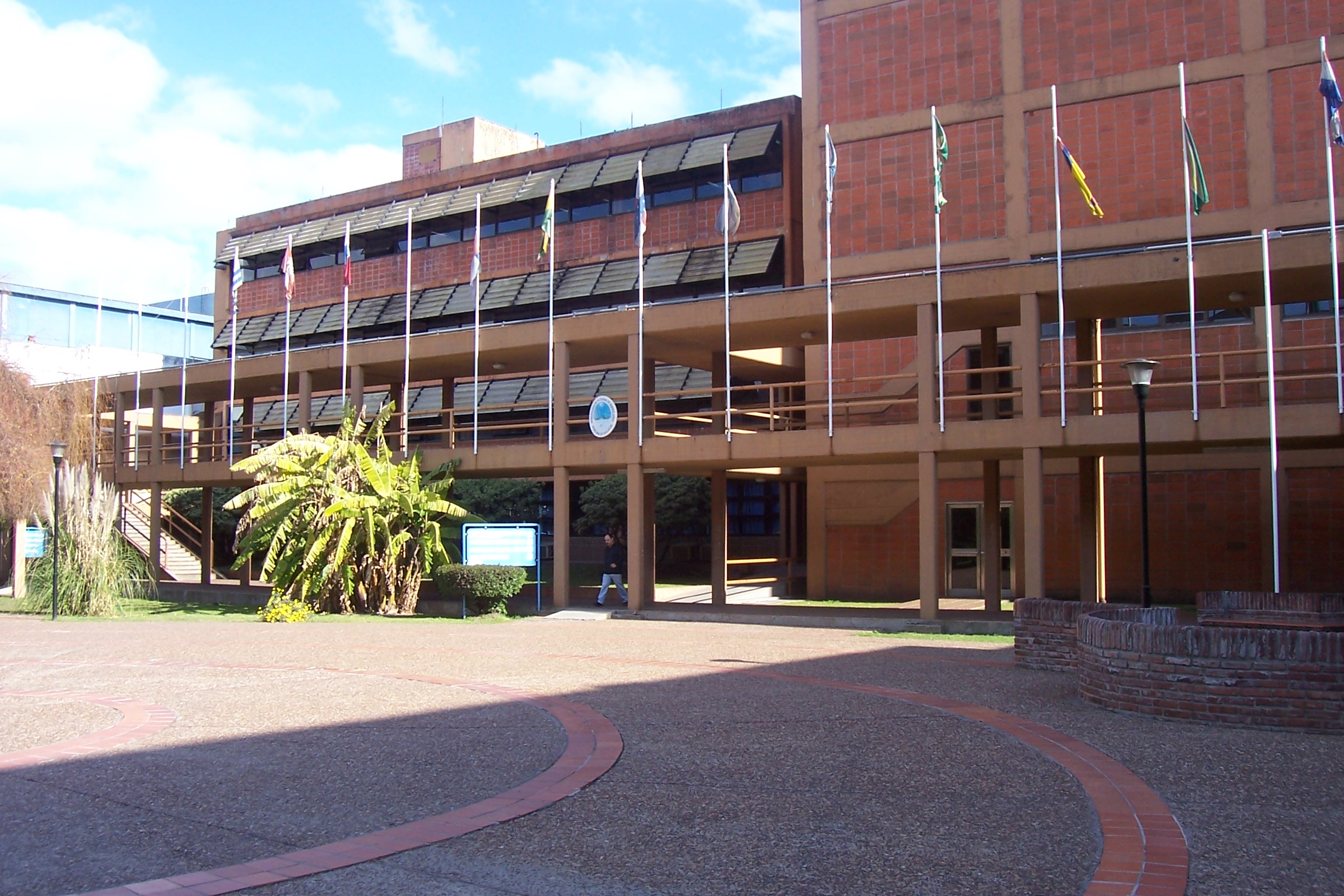
Imagen de la fachada del CENARD, principal sede deportiva de estos juegos.

| Deporte                   | Sedes                                                           | Barrio porteño  |
| ------------------------- | --------------------------------------------------------------- | --------------- |
| Ceremonia de inauguración | Estadio Parque Roca                                             | Villa Soldati   |
| Atletismo                 | CENARD                                                          | Núñez           |
| Bochas                    | Canchas sintéticas del Club Atlético Vélez Sársfield            | Liniers         |
| Boxeo                     | Estadio Federación Argentina de Boxeo                           | Almagro         |
| Esgrima                   | Instalaciones del Club Gimnasia y Esgrima de Buenos Aires       | Palermo         |
| Esquí náutico             | Lago Artificial del Autódromo de la Ciudad de Buenos Aires      | Villa Riachuelo |
| Gimnasia artística        | Polideportivo Club Ciudad de Buenos Aires                       | Núñez           |
| Gimnasia rítmica          | Polideportivo Club Ciudad de Buenos Aires                       | Núñez           |
| Halterofilia              | Complejo Carl Diem (CENARD)                                     | Núñez           |
| Hockey sobre césped       | Estadio de hockey "Adriana Acosta" (CENARD)                     | Núñez           |
| Judo                      | Complejo Carl Diem (CENARD)                                     | Núñez           |
| Karate                    | Polideportivo José Ramón Feijoo (Club Atlético Vélez Sársfield) | Liniers         |
| Lucha                     | Complejo Carl Diem (CENARD)                                     | Núñez           |
| Natación                  | Complejo Natatorio Jannete Campbell (CENARD)                    | Núñez           |
| Patín Artístico           | Gimnasio General San Martín (San Lorenzo de Almagro)            | Almagro         |
| Taekwondo                 | Complejo Carl Diem (CENARD)                                     | Núñez           |
| Tenis                     | Estadio Mary Terán de Weiss                                     | Villa Soldati   |
| Tenis de Mesa             | Club Atlético River Plate                                       | Núñez           |
| Tiro olímpico             | Instalaciones del Tiro Federal Argentino - Buenos Aires         | Núñez           |
| Arquería                  | Parque Roca                                                     | Villa Soldati   |
| Vela                      | Instalaciones del Yacht Club Argentino                          | Puerto Madero   |
| Ceremonia de clausura     | CENARD                                                          | Núñez           |

#### Mar del Plata

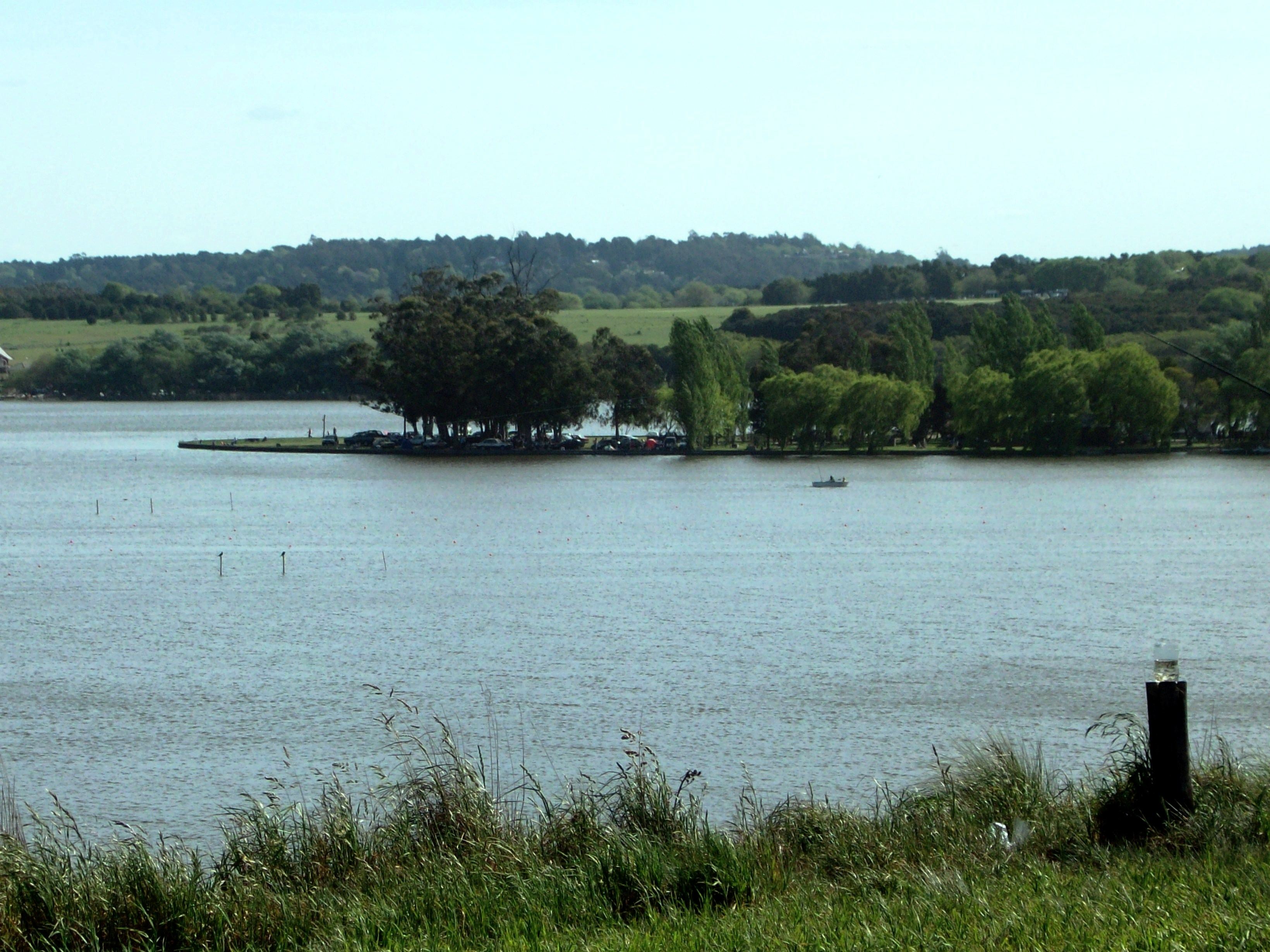
Laguna de los Padres, sede del canotaje.

| Deporte       | Sede                                    |
| ------------- | --------------------------------------- |
| Balonmano     | Polideportivo Islas Malvinas            |
| Canotaje      | Laguna de los Padres                    |
| Futsal        | Polideportivo Islas Malvinas            |
| Patín Carrera | Patinódromo Municipal "Adalberto Lugea" |
| Remo          | Laguna de los Padres                    |
| Rugby 7*      | Estadio Parque Camet                    |
| Triatlón      | Playa las Toscas                        |

(* modalidad suspendida)

#### Otras sedes
| Deporte                   | Sedes                    | Ciudad            |
| ------------------------- | ------------------------ | ----------------- |
| Bolos                     | Alto Avellaneda Shopping | Avellaneda        |
| Equitación                | Haras El Capricho        | Capilla del señor |
| Natación a aguas abiertas | Club Náutico Zárate      | Zárate            |

#### Sedes del ciclismo
| Deporte  | Sedes | Ciudades              |
| -------- | --- | --------------------- |
| Ciclismo | Vivero de Miramar (montaña) Circuito Municipal de BMX (BMX) Velódromo Municipal (Ciclismo en pista) Circuito Costero/Sierra de los padres (Ciclismo en ruta) | Mar del Plata Miramar |

### Turismo
Según el Área de Estudios de Mercado y Estadísticas 
Dirección General de Desarrollo y Promoción Turística, se estima que los Juegos Odesur dejaron a la Ciudad más de 27 millones de dólares, y se estima que unas 9 mil turistas visitaron la ciudad durante los 11 días en que se desarrollan los juegos. Los extranjeros permanecieron en la ciudad 9 noches, asimismo, el gasto promedio diario por persona de los asistentes argentinos fue de ARS 65,71 y de los asistentes extranjeros ARS 392. Se estima que el alojamiento en la ciudad durante los juegos fue:
| Tipo de alojamiento                                                                     | Extranjeros | Argentinos |
| --------------------------------------------------------------------------------------- | ----------- | ---------- |
| CENARD                                                                                  | 37,0%       | 40,0%      |
| Hotel de 4 estrellas                                                                    | 28,0%       | 10,0%      |
| Hostel                                                                                  | 28,0%       | 0,00%      |
| Hotel de 3 estrellas                                                                    | 4,0%        | 10,00%     |
| Casa de familia/amigos                                                                  | 2,0%        | 30,00%     |
| Hotel de 2 estrellas                                                                    | 1,0%        | 10,00%     |
| TOTAL                                                                                   | 100%        | 100<%      |
| Fuente: Área de Estudios de Mercado y Estadísticas Turísticas. Subsecretaría de Turismo |             |            |

## Marketing y símbolos

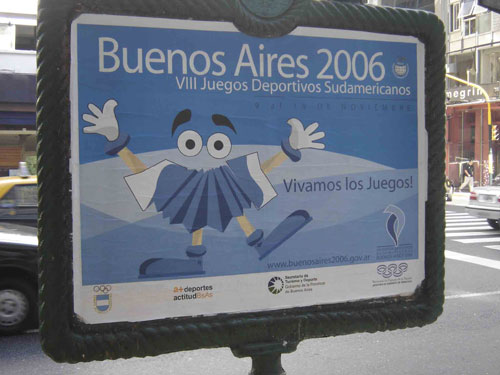
Cartel publicitario con el logo y la mascota de los juegos en Buenos Aires.

El comité organizador lanzó una campaña para asignar voluntarios que integren el grupo de voluntariado de estos juegos.
El voluntariado realizó actividades en distintas áreas: el área de deportes, el área ceremonial y de protocolo, área de prensa, área de logística y área de informática, todas con funciones especiales y específicas de ese ámbito. Los voluntariados se pudieron inscribir tanto en la ciudad de Buenos Aires como de Mar del Plata.
La mascota oficial fue "Bandeonito" un bandoneón (típico instrumento del tango argentino), con los colores celestes y blancos. El lema de los juegos fue: Vivamos los juegos.

### Antorcha suramericana

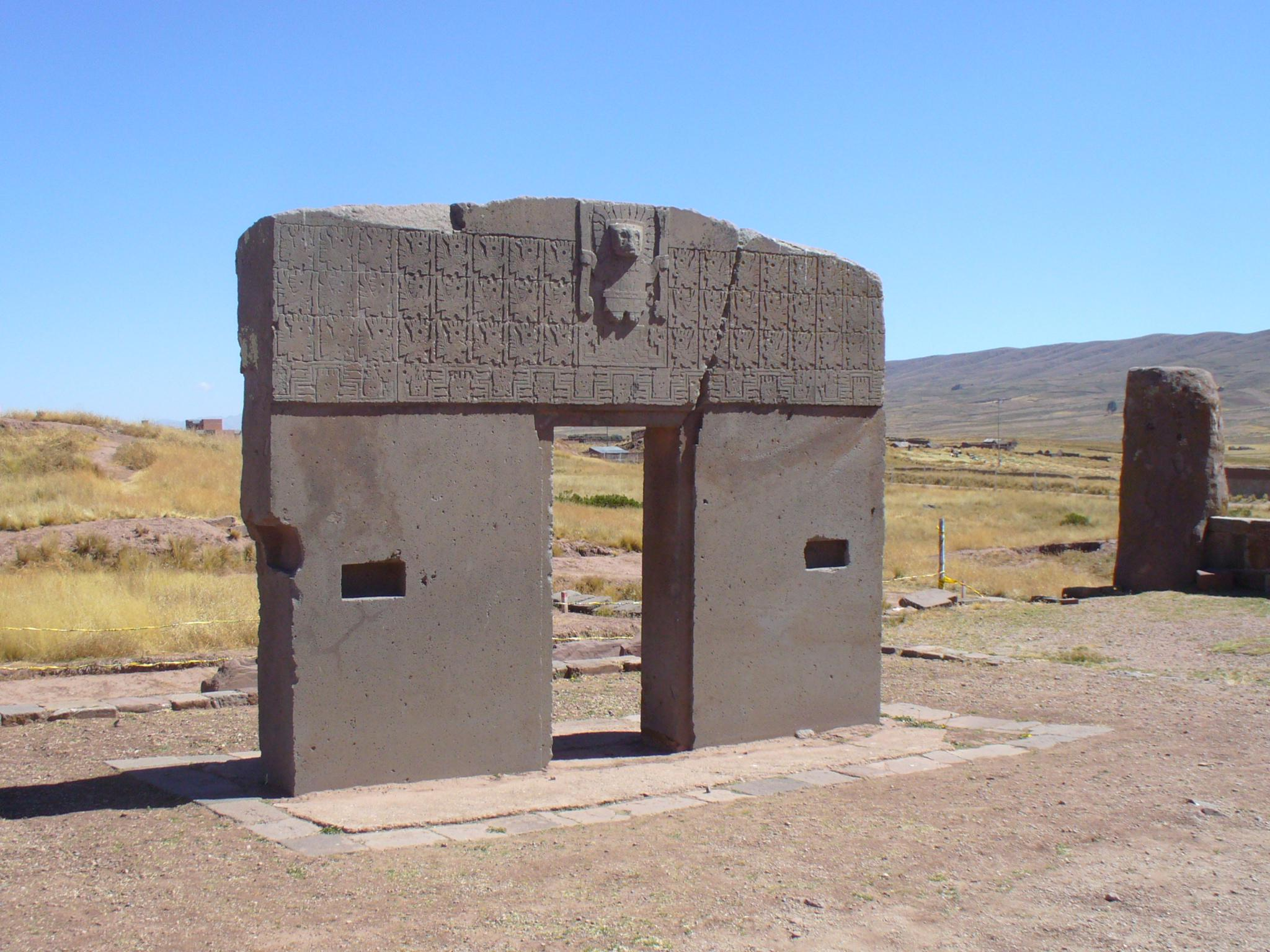
Puerta del Sol en Tiahuanaco, Bolivia, lugar del encendido de la llama suramericana para los juegos de Buenos Aires 2006.

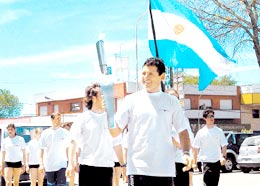
La antorcha sudamericana de los Juegos Suramericanos de Buenos Aires 2006 transportada por Juan Curuchet en Mar del Plata

La antorcha sudamericana de Buenos Aires fue el principal símbolo de los juegos. La antorcha de Buenos Aires se caracterizaba por el predominio de los colores celeste y blanco en ella, además se le sumaba a ello el color amarillo del fuego, con lo que la antorcha representaba a la bandera de Argentina.
Fue encendida el 27 de octubre de 2006 en Tiahuanaco, Bolivia por la atleta boliviana Geovana Irusta, campeona sudamericana de marcha, y la transportó hasta el aeropuerto de El Alto, a más de 4 mil metros sobre el nivel del mar, desde donde voló hasta la Argentina, donde allí estuvo la garrochista Alejandra García, que recibió la antorcha en Ezeiza.
Al día siguiente, la antorcha pasó por las subsedes de Mar del Plata y Miramar. Finalmente el 29 de octubre, la antorcha llegó a la Ciudad de Buenos Aires, en lo que fue el fin del recorrido.
En Buenos Aires, la antorcha bajó por la autopista que viene de La Plata a las 17hs, en manos de Nora Vega, reconocida patinadora argentina. Allí le pasó la antorcha a Alejandra García, y así seguirá pasando de mano en mano hasta llegar al CeNARD, donde el fuego descansará hasta el día de la ceremonia inaugural.
Los relevistas que portaron fueron reconocidos atletas argentinos. En el camino, la antorcha la tuvieron Carlos Espínola, Germán Chiaraviglio, Vanina Oneto, Daniela Krukower y Andrea González, entre otros. La antorcha llegó al CeNARD a las 19:00 (UTC-3), en manos de Javier Conte, medallista olímpico en los Juegos Olímpicos de Sídney 2000. En el recorrido también participó Jorge Telerman, jefe de Gobierno de la Ciudad de Buenos Aires.
En el trayecto entre la autopista y su destino final, la antorcha pasó por el barrio de Puerto Madero, el edificio Guardacostas, la Casa Rosada, el Obelisco de Buenos Aires y otros sitios de interés, a lo largo de las avenidas Figueroa Alcorta y del Libertador.
El día 9 de noviembre, en el Estadio Parque Roca, fue encendido el pebetero sudamericano en la ceremonia de apertura de los juegos, para ser apagada finalmente el 19 de noviembre.

## Participantes

### Países
Colombia retornó a las competiciones luego de negarse a enviar su delegación a la séptima edición de los juegos en protesta por la decisión de ODESUR en retirarle la sede de la pasada edición. De esta manera fue el primer evento deportivo que acudieron las 15 naciones que pertenecen a la Organización Deportiva Suramericana (ODESUR).
El país anfitrión, Argentina fue la delegación más numerosa de los juegos, con 544 atletas, seguida por la de Brasil (424 atletas) y de Chile (360 atletas). La delegación más pequeña fue la delegación de Guyana, con apenas 4 atletas.
Las delegaciones participantes fueron las siguientes (en paréntesis el número de atletas que compitieron por país):

### Deportes
Se estrenaron las modalidades de Bochas, Equitación y Hockey sobre césped aunque no se realizaron las disciplinas Rugby 7, de Golf, Patinaje, basquetbol, voleibol y fútbol.
En total eran 28 disciplinas pero a última hora se suspendió el Rugby 7 ya que el mínimo de equipos no se cumplió con la deserción de Uruguay.
| - Arquería - Atletismo - Balonmano - Bochas - Bolos | - Canotaje - Ciclismo - Equitación - Esgrima - Futsal - Gimnasia - Levantamiento de Pesas | - Hockey sobre césped - Judo - Karate - Lucha - Natación - Patinaje - Remo | - Taekwondo - Tenis de mesa - Tenis - Tiro olímpico - Triatlón - Vela |

## Desarrollo

### Ceremonia de apertura

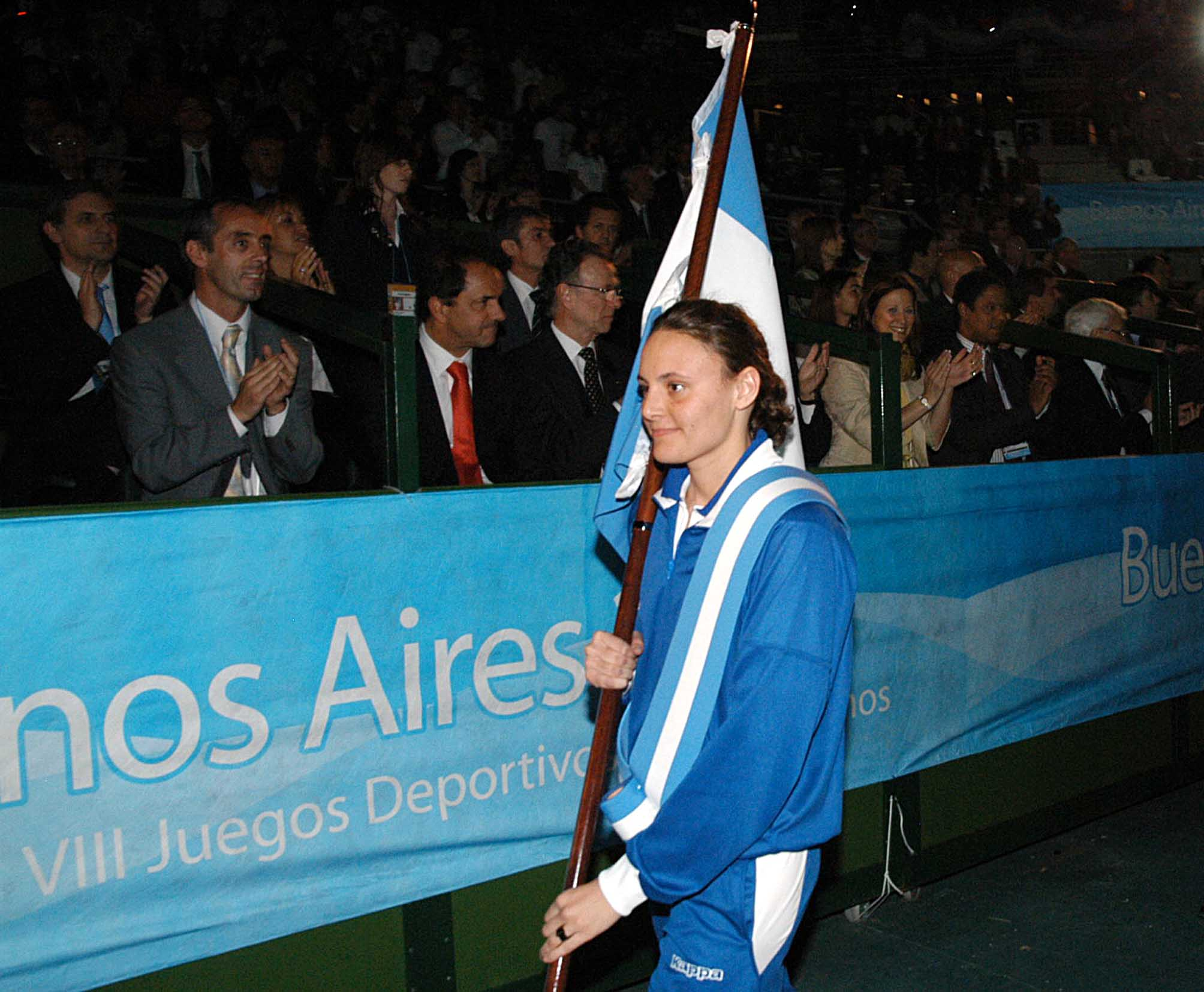
Georgina Bardach, la abanderada de Argentina.

La ceremonia de apertura se realizó en el Estadio Parque Roca el día 9 de noviembre de 2006 a las 18:30 horas (UTC-3). Al evento se pudo concurrir gratuitamente y se estima que concurrieron unas 7 000 personas.
El show comenzó con Tanghetto y el ballet de la reconocida bailarina Mora Godoy, con una demostración de música ciudadana argentina. Finalizado el acto, se procedió al desfile de los países participantes. La delegación boliviana, por orden alfabético, encabezó el acto, al cual se procedió alfabéticamente, desfilando por último la delegación venezolana. Argentina, cerró el acto con su numerosa delegación encabezada por Georgina Bardach.
A continuación, a cargo del tenor Sebastián Diedrich, se entonó el Himno Nacional Argentino  y luego el Himno Olímpico.
Luego de esto, el jefe de Gobierno de la Ciudad de Buenos Aires, Jorge Telerman ofreció un discurso con palabras alusivas a la ciudad de Buenos Aires y a su organización. Luego, dio su discurso el presidente de la ODESUR, Carlos Nuzman.

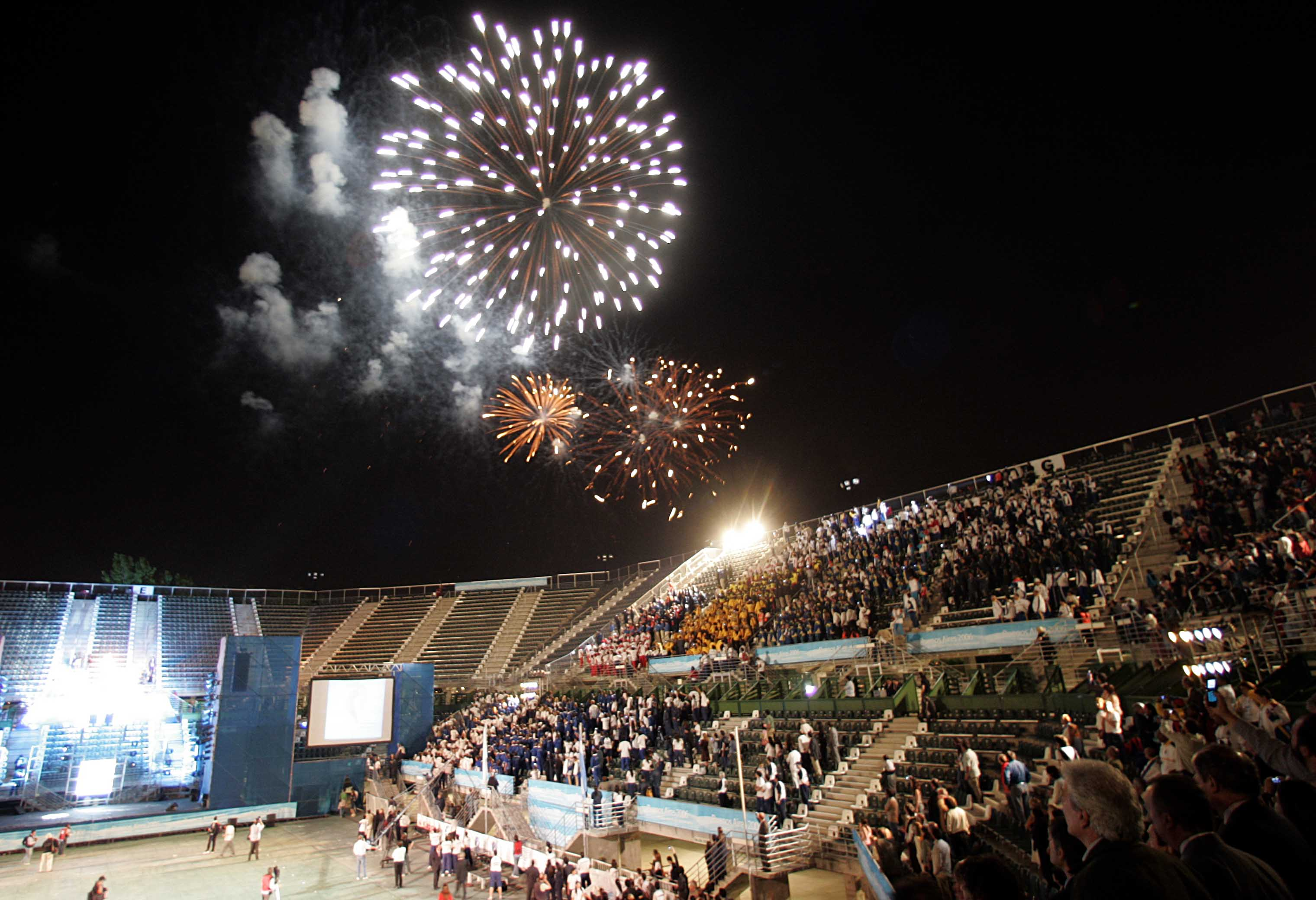
Festival de fuegos artíficiales al finalizar la ceremonia

Posteriormente, Daniel Scioli, vicepresidente de la Nación Argentina, inauguró oficialmente esta edición de los Juegos Suramericanos. A esto le siguió un acto de voluntarios designados por el Comité Organizador de los Juegos, que realizaron un acto en el que soltaron globos con los colores de todos los países participantes.
El evento ofreció un recital de música del grupo "El choque urbano", que causó conmoción entre los espectadores en las gradas del estadio.
En el cierre a las 00:30 horas (UTC) se vivió el momento más emotivo, cuando el fuego sudamericano ingresó al estadio en manos del taekwondista Alejandro Hernando, quien le pasó la antorcha al múltiple medallista olímpico, Carlos Mauricio Espínola. "Camau" realizó el último tramo del recorrido de la llama hasta encender el pebetero, mientras por los altavoces del estadio sonaba el tema "We are the champions". Un espectáculo de fuegos artificiales cerró el espectáculo.

### Calendario
| ● | Ceremonia de apertura | ● | Competencias | ● | Ceremonia de clausura |

| \| \| \| Día Competencia \| 1 \| 2 \| 3 \| 4 \| 5 \| 6 \| 7 \| 8 \| 9 \| 10 \| 11 \| \| \| Disciplina deportiva \| Escenario \| Ciudad \| Ju 9 \| Vi 10 \| Sa 11 \| Do 12 \| Lu 13 \| Ma 14 \| Mi 15 \| Ju 16 \| Vi 17 \| Sa 18 \| Do 19 \| \| \| Ceremonias \| Estadio Parque Roca (apertura) CENARD (clausura) \| Buenos Aires \| A \| \| \| \| \| \| \| \| \| \| C \| \| \| Atletismo \| Estadio de atletismo del CENARD \| Buenos Aires \| \| 18 \| 14 \| 12 \| \| \| \| \| \| \| \| \| \| Bochas \| Club Atlético Vélez Sarsfield \| Buenos Aires \| \| 2 \| \| 2 \| 4 \| \| \| \| \| \| \| \| \| Bolos \| Alto Avellaneda Shopping \| Avellaneda \| \| \| \| \| \| 2 \| 2 \| 3 \| 6 \| \| 2 \| \| \| Boxeo \| Estadio Federación Argentina de Boxeo \| Buenos Aires \| \| \| \| \| \| 6 \| 5 \| \| \| \| \| \| \| Balonmano \| Estadio Polideportivo Islas Malvinas \| Mar del Plata \| \| \| \| \| 2 \| \| \| \| \| \| \| \| \| Canotaje \| Laguna de los padres \| Mar del Plata \| \| 8 \| 8 \| 8 \| \| \| \| \| \| \| \| \| \| Ciclismo MTB \| Vivero de Minamar \| Minamar \| \| \| \| \| \| \| \| \| 2 \| \| \| \| \| Ciclismo BMX \| Circuito Municipal de BMX \| Mar del Plata \| \| 2 \| 2 \| \| \| \| \| \| \| \| \| \| \| Ciclismo en pista \| Velódromo municipal \| Mar del Plata \| \| \| \| \| 2 \| 4 \| 3 \| 4 \| \| \| \| \| \| Ciclismo en ruta \| Circuito Costero/Sierra de los padres \| Mar del Plata \| \| \| \| \| \| \| \| \| \| 2 \| \| \| \| Clavados \| Club Náutico Zárate \| Buenos Aires \| \| \| \| \| \| \| 2 \| \| \| 2 \| \| \| \| Equitación \| Haras el Capricho \| Capilla del Señor \| \| 1 \| \| 1 \| \| \| \| \| \| \| \| \| \| Esgrima \| Instalaciones del Club Gimnasia y Esgrima de Buenos Aires \| Buenos Aires \| \| 2 \| 2 \| 2 \| 2 \| 2 \| 2 \| \| \| \| \| \| \| Esquí náutico \| Lago Artificial del Autódromo de la Ciudad de Buenos Aires \| Buenos Aires \| \| \| \| \| \| \| \| \| \| \| 8 \| \| \| Futsal \| Estadio Polideportivo Islas Malvinas \| Mar del Plata \| \| \| \| \| \| \| \| \| \| \| 1 \| \| \| Gimnasia artística \| Polideportivo Club Ciudad de Buenos Aires \| Buenos Aires \| \| \| 2 \| 2 \| 10 \| \| \| \| \| \| \| \| \| Gimnasia rítmica \| Polideportivo Club Ciudad de Buenos Aires \| Buenos Aires \| \| \| \| \| \| \| \| \| \| 3 \| 6 \| \| \| Halterofilia \| Complejo Carl Diem \| Buenos Aires \| \| \| \| \| \| \| \| 12 \| 18 \| 15 \| \| \| \| Hockey masculino \| Estadio de hockey "Adriana Acosta" (CENARD) \| Buenos Aires \| \| \| \| \| \| \| \| \| \| \| 1 \| \| \| Hockey femenino \| Estadio de hockey "Adriana Acosta" (CENARD) \| Buenos Aires \| \| \| \| \| \| \| \| \| \| 1 \| \| \| \| Judo \| Complejo Carl Diem (CENARD) \| Buenos Aires \| 8 \| 10 \| 2 \| 2 \| \| \| \| \| \| \| \| \| \| Karate \| Polideportivo José Ramón Feijoo (Club Atlético Vélez Sarsfield) \| Buenos Aires \| \| \| \| \| \| \| \| 7 \| 6 \| 4 \| \| \| \| Lucha \| Complejo Carl Diem (CENARD) \| Buenos Aires \| \| \| \| \| 6 \| 8 \| 7 \| \| \| \| \| \| \| Natación \| Complejo Natatorio Jannete Campbell (CENARD) \| Buenos Aires \| \| \| \| \| \| \| 10 \| 10 \| 10 \| 10 \| \| \| \| Patinaje artístico \| Gimnasio General San Martín (Club Atlético San Lorenzo de Almagro) \| Buenos Aires \| \| 2 \| \| 3 \| \| \| \| \| \| \| 1 \| \| \| Patín carrera \| Patinódromo Municipal "Adalberto Lugea" \| Mar del Plata \| \| \| \| \| \| 8 \| 6 \| \| 5 \| 7 \| \| \| \| Remo \| Laguna de los Padres \| Mar del Plata \| \| \| \| \| \| \| \| \| 7 \| 7 \| \| \| \| Taekwondo \| Complejo Carl Diem (CENARD) \| Buenos Aires \| \| \| \| \| \| \| \| 4 \| 4 \| 4 \| 4 \| \| \| Tenis \| Estadio Mary Terán de Weiss \| Buenos Aires \| \| \| \| \| \| \| \| \| 4 \| \| \| \| \| Tenis de mesa \| Club Atlético River Plate \| Buenos Aires \| \| \| 2 \| 3 \| \| 2 \| \| \| \| \| \| \| \| Tiro \| Instalaciones del Tiro Federal Argentino - Buenos Aires \| Buenos Aires \| \| 8 \| 10 \| 4 \| 6 \| 4 \| \| \| \| \| \| \| \| Tiro con arco \| Parque Julio Argentino Roca \| Buenos Aires \| \| \| \| \| \| 6 \| 6 \| 6 \| 3 \| \| \| \| \| Triatlón \| Playa Las Toscas \| Mar del Plata \| \| \| \| \| \| \| \| \| \| \| 4 \| \| \| Vela \| Instalaciones del Yacht Club Argentino \| Buenos Aires \| \| \| \| \| \| 6 \| \| \| \| \| \| \| \| Noviembre \| \| \| Ju 9 \| Vi 10 \| Sa 11 \| Do 12 \| Lu 13 \| Ma 14 \| Mi 15 \| Ju 16 \| Vi 17 \| Sa 18 \| Do 19 \| \| |                                                                    |                   |      |       |       |       |       |       |       |       |       |       |       |  |
| |                                                                    | Día Competencia   | 1    | 2     | 3     | 4     | 5     | 6     | 7     | 8     | 9     | 10    | 11    |  |
| Disciplina deportiva | Escenario                                                          | Ciudad            | Ju 9 | Vi 10 | Sa 11 | Do 12 | Lu 13 | Ma 14 | Mi 15 | Ju 16 | Vi 17 | Sa 18 | Do 19 |  |
| Ceremonias | Estadio Parque Roca (apertura) CENARD (clausura)                   | Buenos Aires      | A    |       |       |       |       |       |       |       |       |       | C     |  |
| Atletismo | Estadio de atletismo del CENARD                                    | Buenos Aires      |      | 18    | 14    | 12    |       |       |       |       |       |       |       |  |
| Bochas | Club Atlético Vélez Sarsfield                                      | Buenos Aires      |      | 2     |       | 2     | 4     |       |       |       |       |       |       |  |
| Bolos | Alto Avellaneda Shopping                                           | Avellaneda        |      |       |       |       |       | 2     | 2     | 3     | 6     |       | 2     |  |
| Boxeo | Estadio Federación Argentina de Boxeo                              | Buenos Aires      |      |       |       |       |       | 6     | 5     |       |       |       |       |  |
| Balonmano | Estadio Polideportivo Islas Malvinas                               | Mar del Plata     |      |       |       |       | 2     |       |       |       |       |       |       |  |
| Canotaje | Laguna de los padres                                               | Mar del Plata     |      | 8     | 8     | 8     |       |       |       |       |       |       |       |  |
| Ciclismo MTB | Vivero de Minamar                                                  | Minamar           |      |       |       |       |       |       |       |       | 2     |       |       |  |
| Ciclismo BMX | Circuito Municipal de BMX                                          | Mar del Plata     |      | 2     | 2     |       |       |       |       |       |       |       |       |  |
| Ciclismo en pista | Velódromo municipal                                                | Mar del Plata     |      |       |       |       | 2     | 4     | 3     | 4     |       |       |       |  |
| Ciclismo en ruta | Circuito Costero/Sierra de los padres                              | Mar del Plata     |      |       |       |       |       |       |       |       |       | 2     |       |  |
| Clavados | Club Náutico Zárate                                                | Buenos Aires      |      |       |       |       |       |       | 2     |       |       | 2     |       |  |
| Equitación | Haras el Capricho                                                  | Capilla del Señor |      | 1     |       | 1     |       |       |       |       |       |       |       |  |
| Esgrima | Instalaciones del Club Gimnasia y Esgrima de Buenos Aires          | Buenos Aires      |      | 2     | 2     | 2     | 2     | 2     | 2     |       |       |       |       |  |
| Esquí náutico | Lago Artificial del Autódromo de la Ciudad de Buenos Aires         | Buenos Aires      |      |       |       |       |       |       |       |       |       |       | 8     |  |
| Futsal | Estadio Polideportivo Islas Malvinas                               | Mar del Plata     |      |       |       |       |       |       |       |       |       |       | 1     |  |
| Gimnasia artística | Polideportivo Club Ciudad de Buenos Aires                          | Buenos Aires      |      |       | 2     | 2     | 10    |       |       |       |       |       |       |  |
| Gimnasia rítmica | Polideportivo Club Ciudad de Buenos Aires                          | Buenos Aires      |      |       |       |       |       |       |       |       |       | 3     | 6     |  |
| Halterofilia | Complejo Carl Diem                                                 | Buenos Aires      |      |       |       |       |       |       |       | 12    | 18    | 15    |       |  |
| Hockey masculino | Estadio de hockey "Adriana Acosta" (CENARD)                        | Buenos Aires      |      |       |       |       |       |       |       |       |       |       | 1     |  |
| Hockey femenino | Estadio de hockey "Adriana Acosta" (CENARD)                        | Buenos Aires      |      |       |       |       |       |       |       |       |       | 1     |       |  |
| Judo | Complejo Carl Diem (CENARD)                                        | Buenos Aires      | 8    | 10    | 2     | 2     |       |       |       |       |       |       |       |  |
| Karate | Polideportivo José Ramón Feijoo (Club Atlético Vélez Sarsfield)    | Buenos Aires      |      |       |       |       |       |       |       | 7     | 6     | 4     |       |  |
| Lucha | Complejo Carl Diem (CENARD)                                        | Buenos Aires      |      |       |       |       | 6     | 8     | 7     |       |       |       |       |  |
| Natación | Complejo Natatorio Jannete Campbell (CENARD)                       | Buenos Aires      |      |       |       |       |       |       | 10    | 10    | 10    | 10    |       |  |
| Patinaje artístico | Gimnasio General San Martín (Club Atlético San Lorenzo de Almagro) | Buenos Aires      |      | 2     |       | 3     |       |       |       |       |       |       | 1     |  |
| Patín carrera | Patinódromo Municipal "Adalberto Lugea"                            | Mar del Plata     |      |       |       |       |       | 8     | 6     |       | 5     | 7     |       |  |
| Remo | Laguna de los Padres                                               | Mar del Plata     |      |       |       |       |       |       |       |       | 7     | 7     |       |  |
| Taekwondo | Complejo Carl Diem (CENARD)                                        | Buenos Aires      |      |       |       |       |       |       |       | 4     | 4     | 4     | 4     |  |
| Tenis | Estadio Mary Terán de Weiss                                        | Buenos Aires      |      |       |       |       |       |       |       |       | 4     |       |       |  |
| Tenis de mesa | Club Atlético River Plate                                          | Buenos Aires      |      |       | 2     | 3     |       | 2     |       |       |       |       |       |  |
| Tiro | Instalaciones del Tiro Federal Argentino - Buenos Aires            | Buenos Aires      |      | 8     | 10    | 4     | 6     | 4     |       |       |       |       |       |  |
| Tiro con arco | Parque Julio Argentino Roca                                        | Buenos Aires      |      |       |       |       |       | 6     | 6     | 6     | 3     |       |       |  |
| Triatlón | Playa Las Toscas                                                   | Mar del Plata     |      |       |       |       |       |       |       |       |       |       | 4     |  |
| Vela | Instalaciones del Yacht Club Argentino                             | Buenos Aires      |      |       |       |       |       | 6     |       |       |       |       |       |  |
| Noviembre |                                                                    |                   | Ju 9 | Vi 10 | Sa 11 | Do 12 | Lu 13 | Ma 14 | Mi 15 | Ju 16 | Vi 17 | Sa 18 | Do 19 |  |

* Con un número, la cantidad de medallas de oro que se entregaron ese día. 

### Medallero

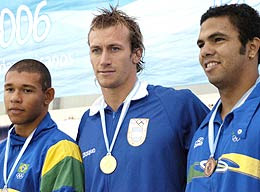
El nadador argentino José Meolans, ganador de la medalla de oro en los 50 metros libres, junto con los brasileños Arthur Rocha (plata) y Jader Souza (bronce)

Ganadores de medallas en Anexo:Lista de ganadores de medallas en los Juegos Suramericanos de 2006.
|  | País anfitrión (Argentina). |

| Núm.  | País                  | Oro | Plata | Bronce | Total |
| ----- | --------------------- | --- | ----- | ------ | ----- |
| 1     | Argentina             | 107 | 96    | 89     | 292   |
| 2     | Brasil                | 97  | 106   | 101    | 304   |
| 3     | Colombia              | 97  | 72    | 79     | 248   |
| 4     | Venezuela             | 96  | 85    | 97     | 278   |
| 5     | Chile                 | 37  | 42    | 58     | 137   |
| 6     | Ecuador               | 14  | 27    | 40     | 81    |
| 7     | Perú                  | 8   | 13    | 22     | 43    |
| 8     | Uruguay               | 4   | 9     | 13     | 26    |
| 9     | Paraguay              | 2   | 4     | 5      | 11    |
| 10    | Guyana                | 1   | 1     | 0      | 2     |
| 11    | Bolivia               | 0   | 2     | 5      | 7     |
| 12    | Panamá                | 0   | 2     | 1      | 3     |
| 13    | Aruba                 | 0   | 1     | 1      | 2     |
| 14    | Antillas Neerlandesas | 0   | 0     | 2      | 2     |
| 15    | Surinam               | 0   | 0     | 1      | 1     |
| TOTAL | TOTAL                 | 463 | 460   | 514    | 1437  |

### Ceremonia de clausura
La ceremonia de clausura se realizó el día 19 de noviembre de 2006 en el CENARD. El inicio del espectáculo estuvo marcado por la actuación de El Chúcaro y el ballet nacional, dirigido por Norma Viola. Luego ingresó la Banda de la Prefectura Nacional y casi simultáneamente los abanderados de todos los países que participaron.
Luego, el secretario General del Gobierno de la Ciudad de Buenos Aires, Raúl Fernández, quien habló en representación de Jorge Telerman, dijo:

Le agradezo al señor presidente de la ODESUR, Carlos Arthur Nuzman, por todo el apoyo que nos brindó. Es de destacar el trabajo mancomunado del Gobierno de la Ciudad de Buenos Aires, la Secretaría de Deporte de la Nación, el Gobierno de la Provincia de Buenos Aires y el Comité Olímpico Argentino para llevar adelante estos Juegos. Y quiero hacerle llegar un agradecimiento especialísimo a los voluntarios, que dieron una gran muestra del espíritu olímpico y que posibilitaron la organización de este evento.
 Raúl Fernández. 

Asimismo el presidente de la ODESUR, Carlos Arthur Nuzman, también dio unas palabras alusivas:

Agradezco a Buenos Aires y Mar del Plata por haber organizado esta fiesta del deporte. Estos son los primeros Juegos en los que los 15 países que participaron se llevaron al menos una medalla, lo que habla de la evolución deportiva de todos. También debo felicitar a los voluntarios, que estuvieron siempre atentos a las necesidades de los deportistas, de los dirigentes y del público. Ellos, también se merecen una medalla de oro.
 Carlos Arthur Nuzman. 

Posteriormente, este dio por clausurados los juegos de Buenos Aires 2006 y el acto siguió con el traspaso a Medellín, sede de los siguientes juegos que se realizaron en 2010. En este acto, el Subsecretario de Deportes del Gobierno de la Ciudad de Buenos Aires, Claudio Andrili, y el presidente honorario de ODESUR y miembro del Comité Olímpico Internacional, coronel Antonio Rodríguez, le hicieron entrega de la bandera de ODESUR al Embajador de Colombia en Buenos Aires, Jaime Bermúdez Merizalde, quien estaba acompañado por el secretario general del Comité Olímpico de Colombia, Alberto Ferrer Vargas.
La ceremonia terminó con un impresionante espectáculo de fuegos artificiales y una fiesta total de música tradicional de cada uno de los países participantes de los juegos.